# Ola Aina
Temitayo Olufisayo Olaoluwa Aina (* 8. Oktober 1996 in London) ist ein nigerianisch-englischer Fußballspieler auf der Position des rechten Verteidigers, der bei Nottingham Forest unter Vertrag steht.

## Karriere

### Verein
Aina entstammt der Jugend des FC Chelsea und spielte in die Spielzeiten 2013/14, 2014/15 und 2015/16 unter anderem 20-mal mit der U19 in der UEFA Youth League, die er 2015 und 2016 gewann. Zudem gewann er 2014 und 2015 mit der U18 den FA Youth Cup. Ab der Saison 2013/14 spielte der Rechtsverteidiger zudem regelmäßig in der U21 (ab 2016 U23), mit der er 2014 die Premier League 2 gewann.
Zur Saison 2015/16 rückte Aina in den Profikader von José Mourinho auf. Unter Mourinho stand er im September 2015 bei einem League-Cup-Spiel erstmals im Spieltagskader, wurde allerdings nicht eingewechselt. Es folgte eine weitere Spieltagsnominierung in der Premier League unter dem neuen Cheftrainer Guus Hiddink. Aina sammelte in dieser Saison hauptsächlich Spielpraxis in der U21. Zur Saison 2016/17 erhielt Aina seinen ersten Profivertrag mit einer Laufzeit bis zum 30. Juni 2020. Er kam unter dem neuen Cheftrainer Antonio Conte in der Saison zu 3 Einwechslungen in der Premier League. Zudem spielte er noch 2-mal im League Cup und einmal im FA Cup sowie 3-mal in der U21. Mit der Profimannschaft wurde Aina erstmals englischer Meister.
Zur Saison 2017/18 wechselte Aina für ein Jahr auf Leihbasis zum Zweitligisten Hull City. Dort etablierte er sich als Stammspieler und kam in 44 Zweitligaspielen zum Einsatz, wovon er in 42 in der Startelf stand.
Im Sommer 2018 kehrte Aina zunächst zum FC Chelsea zurück, der mittlerweile von Maurizio Sarri trainiert wurde. Mitte August 2018 verlängerte er seine Vertragslaufzeit bis zum 30. Juni 2021 und wechselte bis zum Ende der Saison 2018/19 auf Leihbasis zum italienischen Erstligisten FC Turin. In Turin absolvierte Aina unter Walter Mazzarri 30 Serie-A-Spiele (22 in der Startelf), in denen er ein Tor erzielte. Zur Saison 2019/20 erwarb der FC Turin schließlich auch die Transferrechte an Aina. Nach einem weiteren Jahr in Turin wurde er im September 2020 für eine Saison an den FC Fulham in die englische Premier League ausgeliehen.
Im Sommer 2023 wechselte er ablösefrei zurück nach England zu Nottingham Forest, nachdem sein Vertrag in Turin ausgelaufen war.

### Nationalmannschaft
Ola Aina spielte über Jahre hinweg in den verschiedenen Jugend-Nationalmannschaften Englands und kam dort zu über 30 Einsätzen. Nachdem er mehrere Jugendnationalmannschaften Englands durchlief, entschied er sich 2017 für die nigerianische Nationalmannschaft aufzulaufen, für die er aufgrund der Herkunft seiner Eltern spielberechtigt ist. Er gab am 7. Oktober 2017 beim 1:0-Heimsieg im WM-Qualifikationsspiel gegen Sambia sein Nationalelfdebüt. 2019 nahm er mit der Mannschaft am Afrika-Cup teil und erreichte mit ihr dort den dritten Platz. Nach einer weiteren Turnierteilnahme 2022 konnte er beim Afrika-Cup 2024 mit dem Team bis ins Finale einziehen, unterlag dort jedoch der gastgebenden Elfenbeinküste.

## Erfolge
- Englischer Meister: 2017 (mit dem FC Chelsea)
- UEFA-Youth-League-Sieger: 2015, 2016 (mit der U19 des FC Chelsea)
- FA-Youth-Cup-Sieger: 2014, 2015 (beide mit der U18 des FC Chelsea)